# Dragon School
La Dragon School è una scuola elementare della città inglese di Oxford fondata nel 1877.
Ad essa sono ammessi studenti che vanno dagli otto ai tredici anni.
Nel settembre del 2001 studiavano in questo prestigioso istituto 840 bambini, di ambo i sessi.

## Storia
La Dragon School fu fondata nel 1877, e, in origine, fu chiamata "Scuola elementare privata di Oxford" o, in alternativa, "Scuola elementare privata Lynam". Subito dopo la sua fondazione, si trasferì all'attuale domicilio presso Bardwell Road, nella zona nord centrale di Oxford. Il primo corpo insegnante della scuola è stato un comitato di professori di un college di Oxford. Il più attivo tra questi insegnanti fu un certo Sir. George; da quel momento i primi alunni decisero di chiamarsi "Draghi", in onore di San Giorgio.
La scuola fu amministrata per molti anni dalla famiglia Lynam, che la portò ad essere riconosciuta una delle migliori e più celebri scuole elementari inglesi.